# Dickinson (Dacota do Norte)
Dickinson é uma cidade localizada no estado norte-americano de Dacota do Norte, no Condado de Stark.

## Demografia
Segundo o censo norte-americano de 2000, a sua população era de 16.010 habitantes.
Em 2006, foi estimada uma população de 15.636, um decréscimo de 374 (-2.3%). Já em 2013 sua população era de 20.826 habitantes.

## Geografia
De acordo com o United States Census Bureau tem uma área de
24,6 km², dos quais 24,5 km² cobertos por terra e 0,1 km² cobertos por água.

## Localidades na vizinhança
O diagrama seguinte representa as localidades num raio de 36 km ao redor de Dickinson.